# Oranje mollisia
De oranje mollisia (Mollisia ramealis) is een schimmel behorend tot de familie Mollisiaceae. Hij leeft saprotroof op dode twijgen van loofbomen (Quercus). 

## Vruchtlichamen
De schotels hebben een diameter tot 1 mm. Ze staan in groepjes op dood hout en barsten door de bast heen naar buiten. De oranje mollisia heeft een oranje hymenium en daardoor in het veld te herkennen. De buitenkant is donkerbruin.
De sporen zijn vrij groot, namelijk 20-25 × 2-2,5 µm en kunnen een septum bevatten.

## Verspreiding
De oranje mollisia komt voor in Europa. In Nederland komt hij zeer zeldzaam voor. Sinds 1990 is deze soort door onbekend rede sterk afgenomen. 